# Puszczykowo (przystanek kolejowy)
Puszczykowo – przystanek osobowy w Puszczykowie, w województwie wielkopolskim, w Polsce. Został wpisany do rejestru zabytków pod numerem 1908/A w dniu 12 kwietnia 1983.
W 1936 zawiadowcą stacji został Józef Mazurek, kawaler Orderu Virtuti Militari.

## Ruch pasażerski
| Rok  | Wymiana pasażerska na dobę |
| ---- | -------------------------- |
| 2017 | 150-199                    |
| 2022 | 300-499                    |

Na stacji swój początek ma  Szlak imienia Arkadego Fiedlera i  Szlak im. Bernarda Chrzanowskiego. Przebiega tu także międzynarodowy szlak rowerowy EuroVelo 9, oznakowany w Polsce jako  R-9.
3 kwietnia 2019 na przejeździe w obrębie przystanku doszło do śmiertelnego wypadku: w karetkę pogotowia ratunkowego, która utkwiła pomiędzy rogatkami uderzył pociąg relacji Katowice - Gdynia prowadzony przez lokomotywę EP07-450. Zginęły dwie osoby: lekarz i ratownik medyczny.

## Galeria

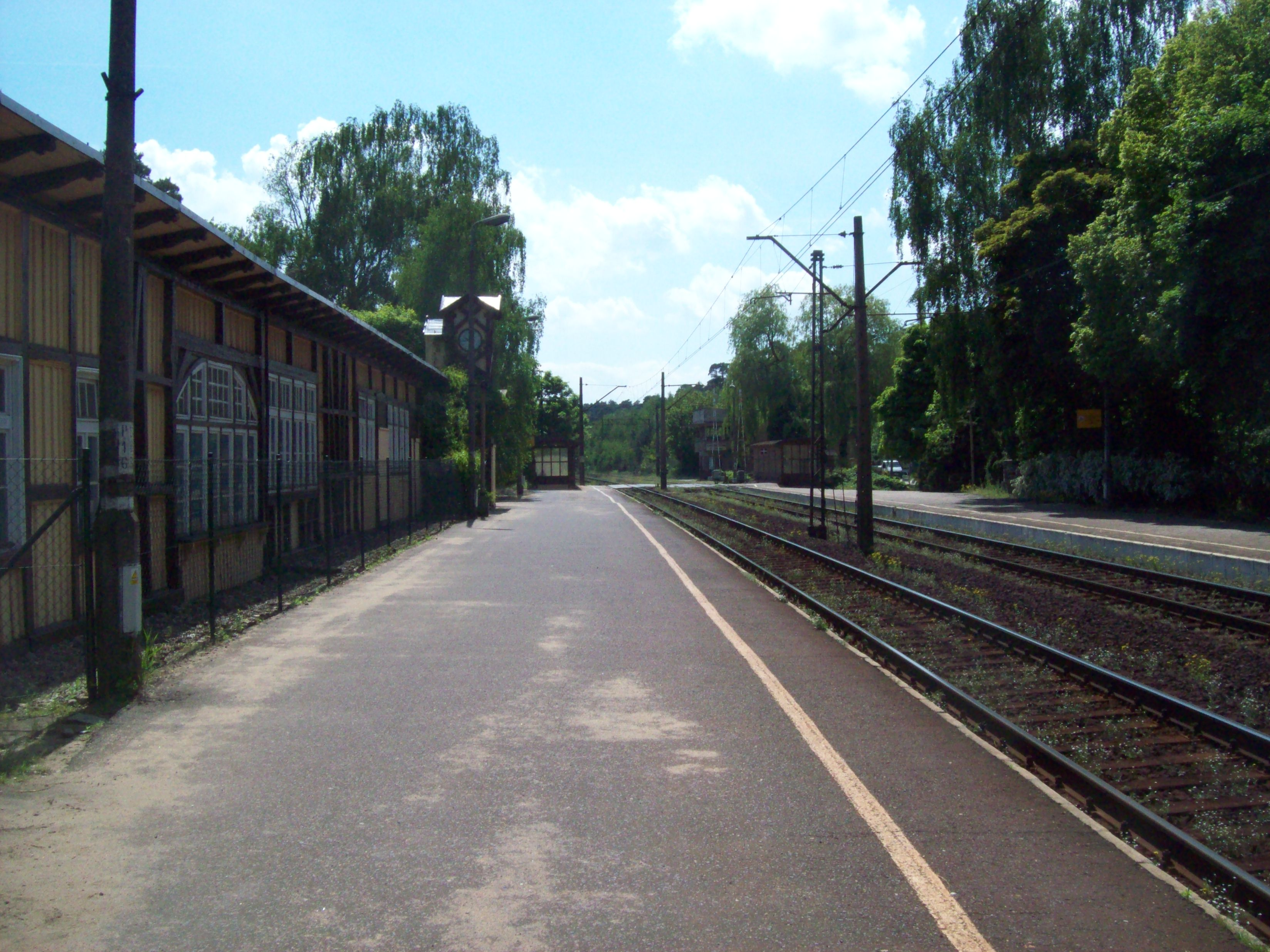
Peron 1
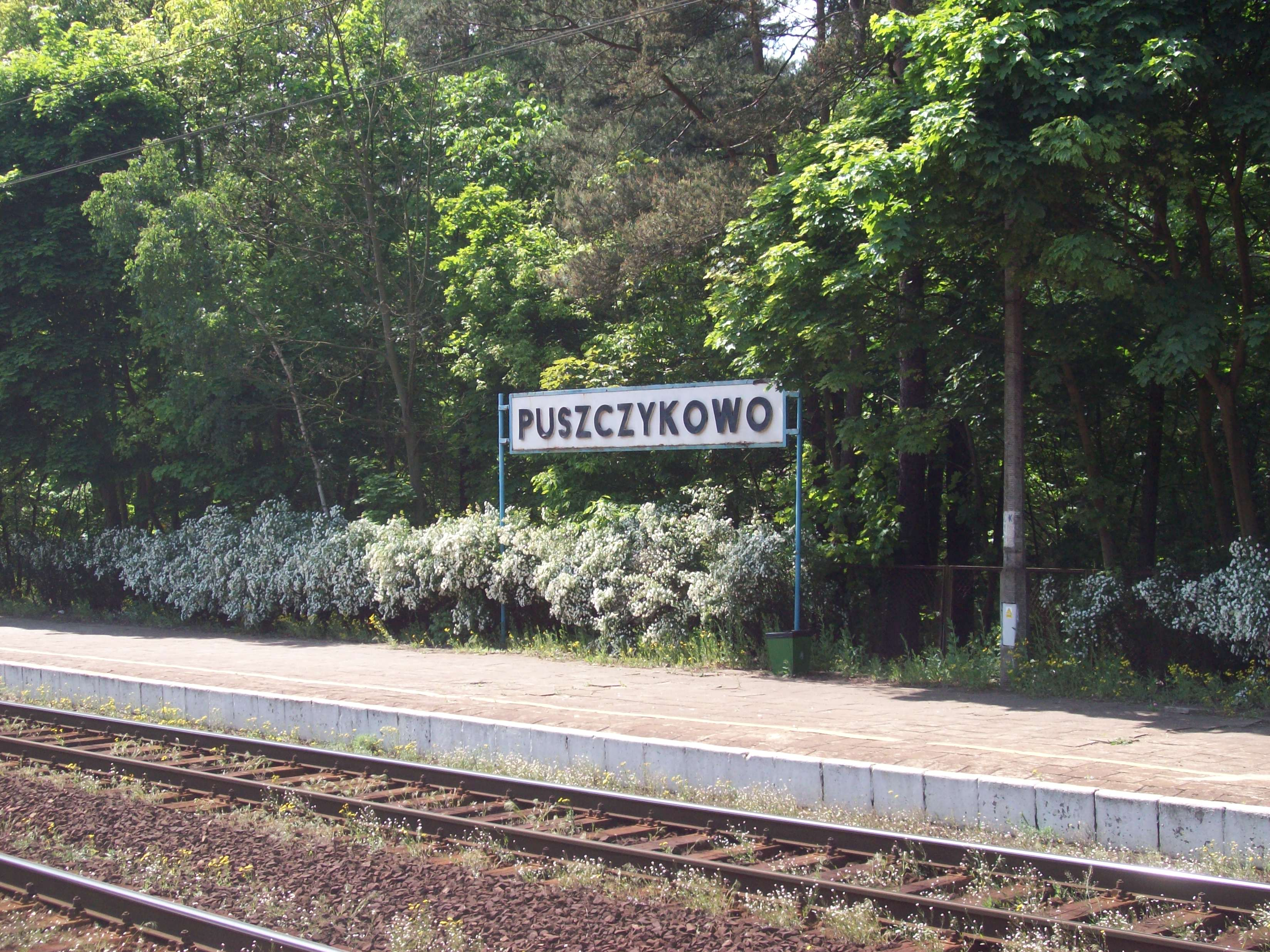
Peron 2
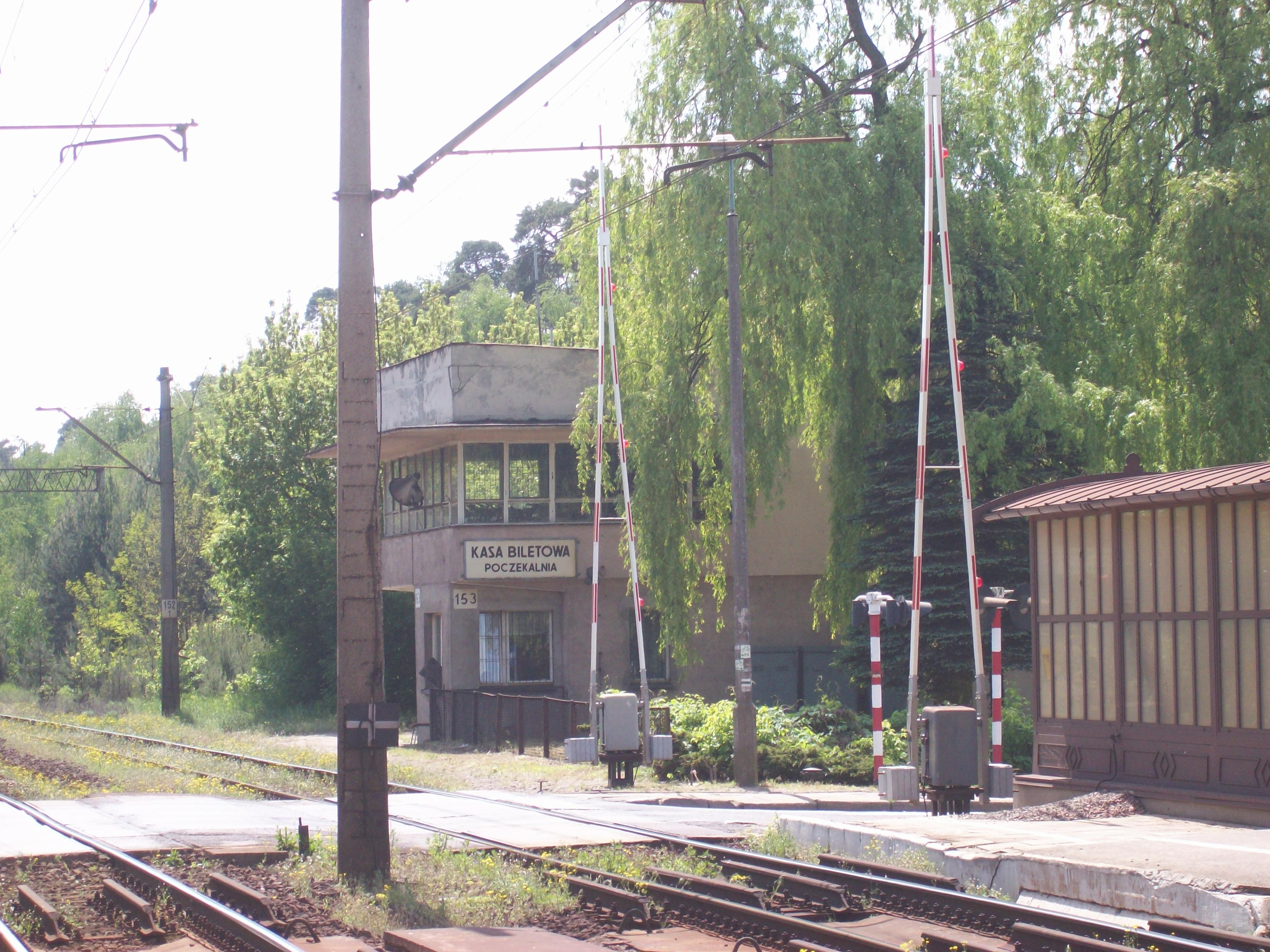
Budynek kasy biletowej PKP i poczekalni na dworcu w Puszczykowie oraz przejazd widziane od strony dworca
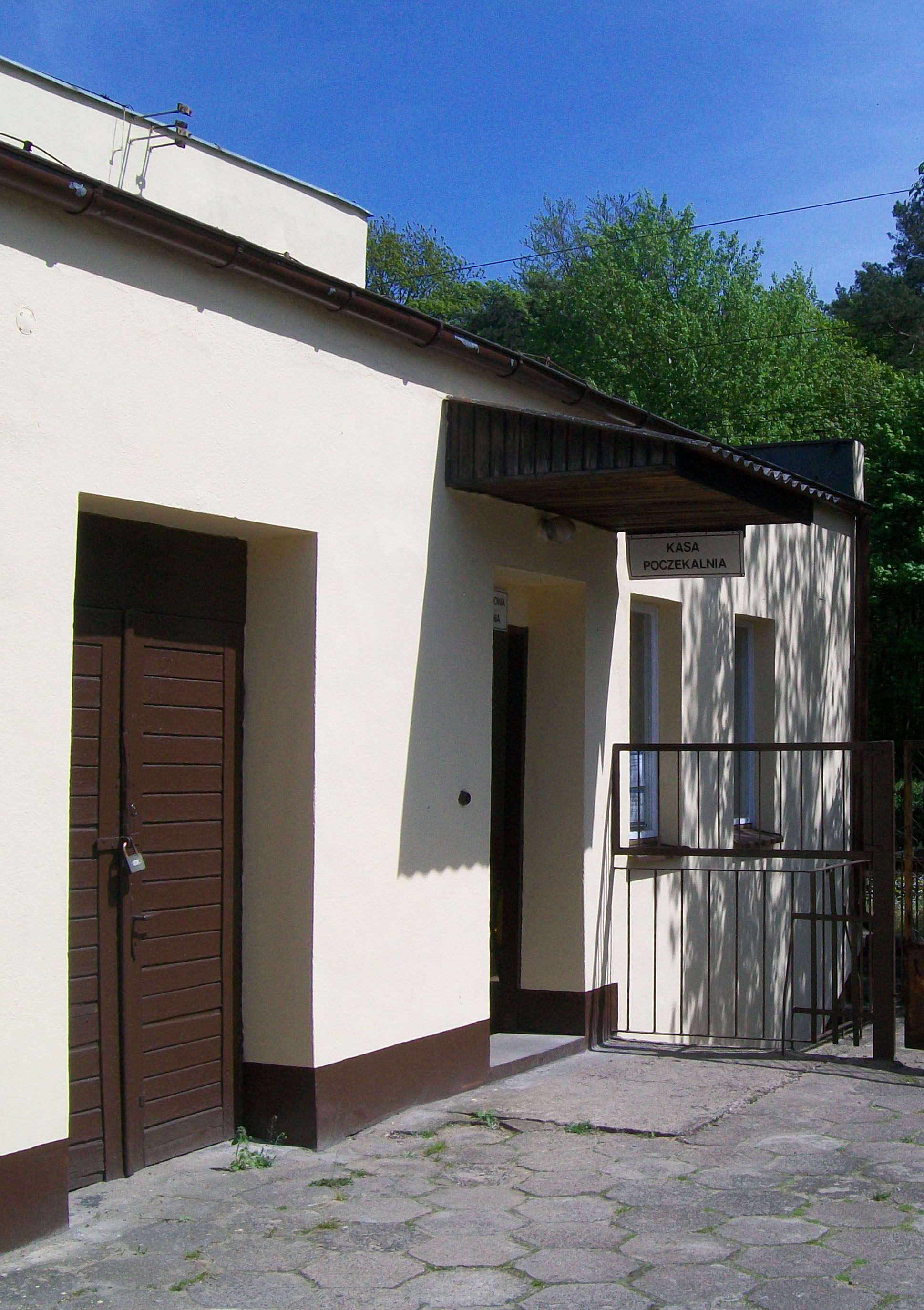
Wejście do budynku kasy i poczekalni
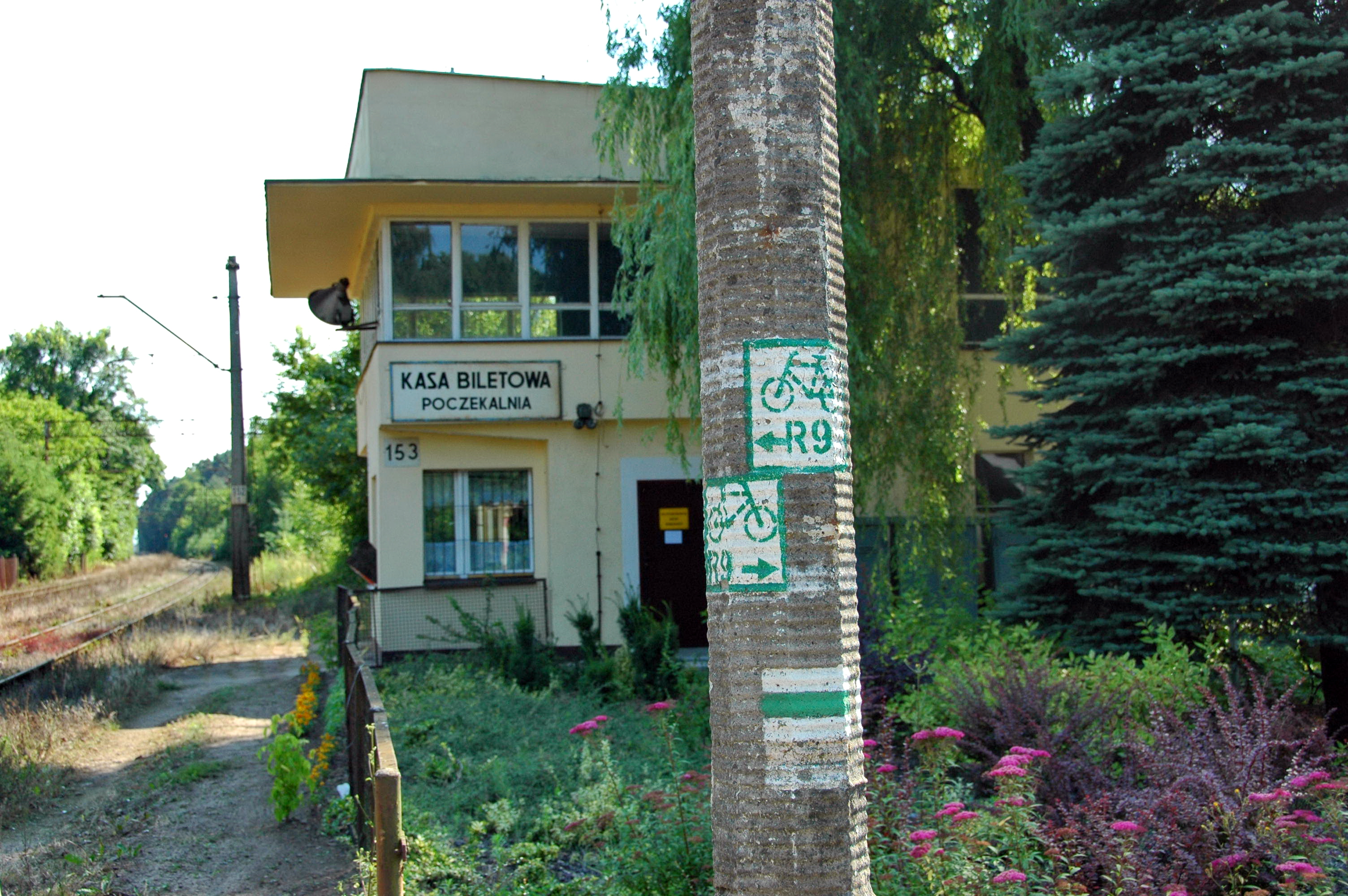
Oznakowanie szlaków pieszych oraz rowerowego R-9